# Menhir von Heimburg
Der Menhir von Heimburg war ein im 19. oder frühen 20. Jahrhundert zerstörter Menhir bei Heimburg, einem Ortsteil von Blankenburg (Harz) im Landkreis Harz in Sachsen-Anhalt. 2004 wurde an seinem ursprünglichen Standort ein anderer Stein aufgestellt.

## Lage und Beschreibung
Der Menhir befand sich etwa 600 m nördlich von Heimburg an der nordwestlichen Gemeindegrenze. Unmittelbar südlich verläuft der Heilbach und nördlich die Bundesstraße 6. In der Nähe und vom Heimburger Menhir aus sichtbar befinden sich zwei weitere Steine: 150 m nördlich steht der Menhir von Derenburg und 1,2 km westnordwestlich der Menhir von Benzingerode. Der ursprüngliche Menhir war bereits geraume Zeit vor Waldtraut Schrickels Aufnahme in den 1950er Jahren zerstört und als Baumaterial verwendet worden. Als 2004 der Derenburger Menhir wieder aufgerichtet wurde, wurde auch am Standort des Heimburger Menhirs wieder ein Stein aufgestellt. Dieser „Ersatzstein“ wurde wohl irgendwann beim Pflügen auf einem Acker gefunden und lag noch in den 1980er Jahren überwuchert vor einer Scheune.
Er besteht aus senonischem Quarzit; das nächste Vorkommen befindet sich in etwa 1,5 km Entfernung bei Heimburg. Seine Gesamthöhe beträgt 290 cm, hiervon ragen 230 cm aus der Erde. Die Breite beträgt 160 cm und die Tiefe 50 cm. Der Stein ist plattenförmig mit abgerundeten Kanten und verjüngt sich nach oben. Nach Form, Material und Größe zu urteilen könnte es sich ebenfalls um einen Menhir handeln. Aus der näheren Umgebung sind mindestens sechs weitere – heute verschwundene – Steine bekannt, die ebenfalls beim Pflügen gefunden und als Menhire interpretiert wurden.